# Listă de milenii
Această pagină conține legăturile spre diferite milenii. 

### Milenii î.Hr.
- Mileniul IX î.Hr.
- Mileniul VIII î.Hr.
- Mileniul VII î.Hr.
- Mileniul VI î.Hr.
- Mileniul V î.Hr.
- Mileniul IV î.Hr.
- Mileniul III î.Hr.
- Mileniul II î.Hr.
- Mileniul I î.Hr.

### Milenii d.Hr.
- Mileniul I
- Mileniul II
- Mileniul III (mileniul curent)
- Mileniul IV